# Фридрих Вильгельм III
Фридрих Вильгельм III (нем. Friedrich Wilhelm III.; 3 августа 1770, Потсдам — 7 июня 1840, Берлин) — король Пруссии c 16 ноября 1797. Сын Фридриха Вильгельма II и Фридерики Луизы Гессен-Дармштадтской, внучатый племянник Фридриха II Великого, отец российской императрицы Александры Фёдоровны (Шарлотты Прусской), дед российского императора Александра II. Участник войн с Наполеоном и Венского конгресса, один из лидеров и организаторов Священного союза. Проводил консервативную политику. Реформировал прусскую армию.

## Биография. Личность
Маленький Фриц-Вилли был по натуре застенчивым и очень сдержанным, меланхоличным мальчиком. В то же время он вырос благочестивым, лично добрым и искренним человеком, старавшимся поправить репутацию королевской семьи, изрядно подпорченную в годы правления его отца придворными интригами и сексуальными скандалами. Получил традиционное суровое военное образование; принимал участие в военных кампаниях против Франции после начала военных действий в 1792 году. В 1809 году посетил Россию. Камер-пажом у него служил Александр Васильевич Чичерин.

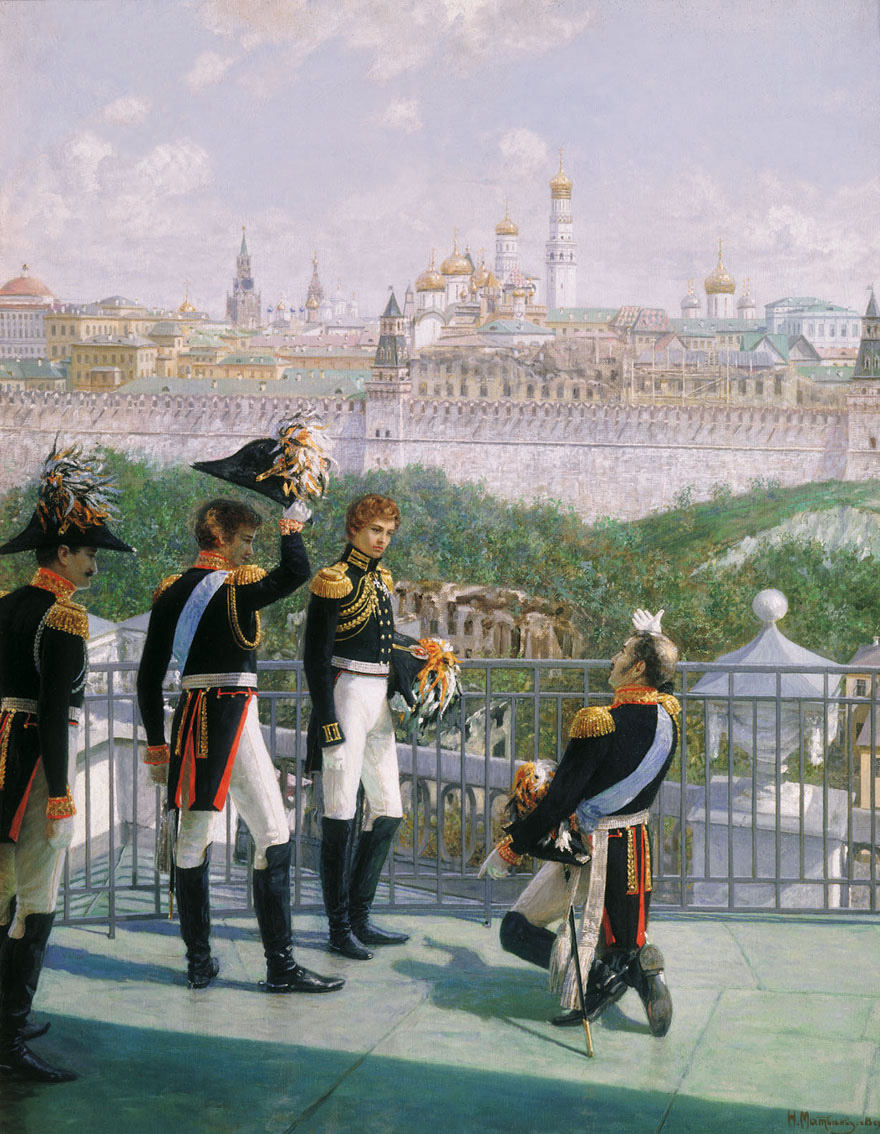
Король Фридрих Вильгельм III благодарит Москву (1818 г, Картина Матвеева Н.С., 1896 г.)

Вследствие сильной личной зажатости и строгого воспитания Фридрих Вильгельм в своем стремлении восстановить достоинство своей семьи иногда доходил до крайностей, так, например, запретил скульптору Иоганну Готфриду Шадову выставлять статую его жены, показавшуюся ему излишне откровенной. В то же время король ставил долг государственного служащего перед своей страной гораздо выше его преданности своему монарху. Это выражалось также в том, что король не использовал в речи личных местоимений, говоря даже о самом себе в третьем лице. Эту манеру переняли и прусские военные.
В 1809 году состоялся первый визит в Россию. В 1818 году, на следующий год после свадьбы своей дочери принцессы Шарлотты с братом императора Александра I великим князем Николаем Павловичем (будущим императором Николаем I), Фридрих Вильгельм вторично посетил Петербург, а также Москву. Для проживания в Петербурге архитектором К. И. Росси были созданы интерьеры в юго-восточном ризалите Зимнего дворца.

## Семья
В 1793 году женился на Луизе, дочери герцога Карла II Мекленбург-Стрелицкого и его супруги Фридерики Каролины. Два сына от этого брака, Фридрих Вильгельм IV и Вильгельм I, впоследствии стали прусскими королями, а Вильгельм — ещё и германским императором. Дочь Фридриха Вильгельма III Шарлотта (в православии Александра Фёдоровна) вышла замуж за великого князя Николая Павловича (впоследствии российского императора Николая I). Таким образом, Фридрих Вильгельм III приходился дедом Александру II.
Дети:
- Фридрих Вильгельм IV (1795—1861);
- Вильгельм I (1797—1888);
- Шарлотта (Александра Фёдоровна) (1798—1860), вышла замуж за российского императора Николая I;
- Карл (1801—1883);
- Александрина (1803—1892), замужем за Паулем Фридрихом, великим герцогом Мекленбург-Шверинским;
- Луиза (1808—1870);
- Альбрехт (1809—1872).

9 ноября 1824 года Фридрих Вильгельм III сочетался морганатическим браком с представительницей рода Гаррахов Августой. Брак остался бездетным.

## Правление

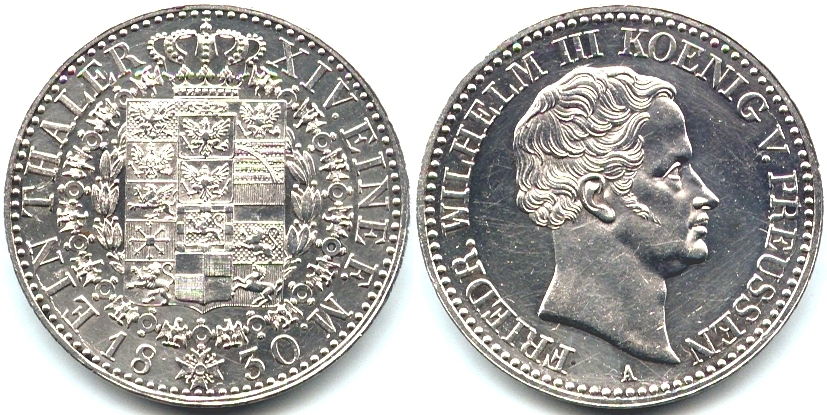
Прусский талер 1830 г. с портретом короля Фридриха Вильгельма III

Король обещал Австрии поддержку, но после вторжения в неё в 1805 году войск Наполеона ничего не предпринял, предпочтя занять выжидательную позицию. Он надеялся, что Франция предложит ему за нейтралитет Ганновер (по условиям Парижского 15 февраля 1806 года Пруссия все же оккупировала эти области) и другие земли на севере, но в итоге получил эти территории только после того, как сам отказался от Ансбаха, Байройта, Клеве и Невшателя, которые Наполеон разделил между Францией и союзной Баварией.
14 октября 1806 года войска Фридриха Вильгельма III потерпели сокрушительное поражение от французов в Битве при Йене и Ауэрштедте. В 1807 году по Тильзитскому миру между Александром I и Наполеоном он лишился половины своих владений, и прежде всего, Ганновера, поделенного между новообразованной Вестфалией и северо-западными департаментами Франции.

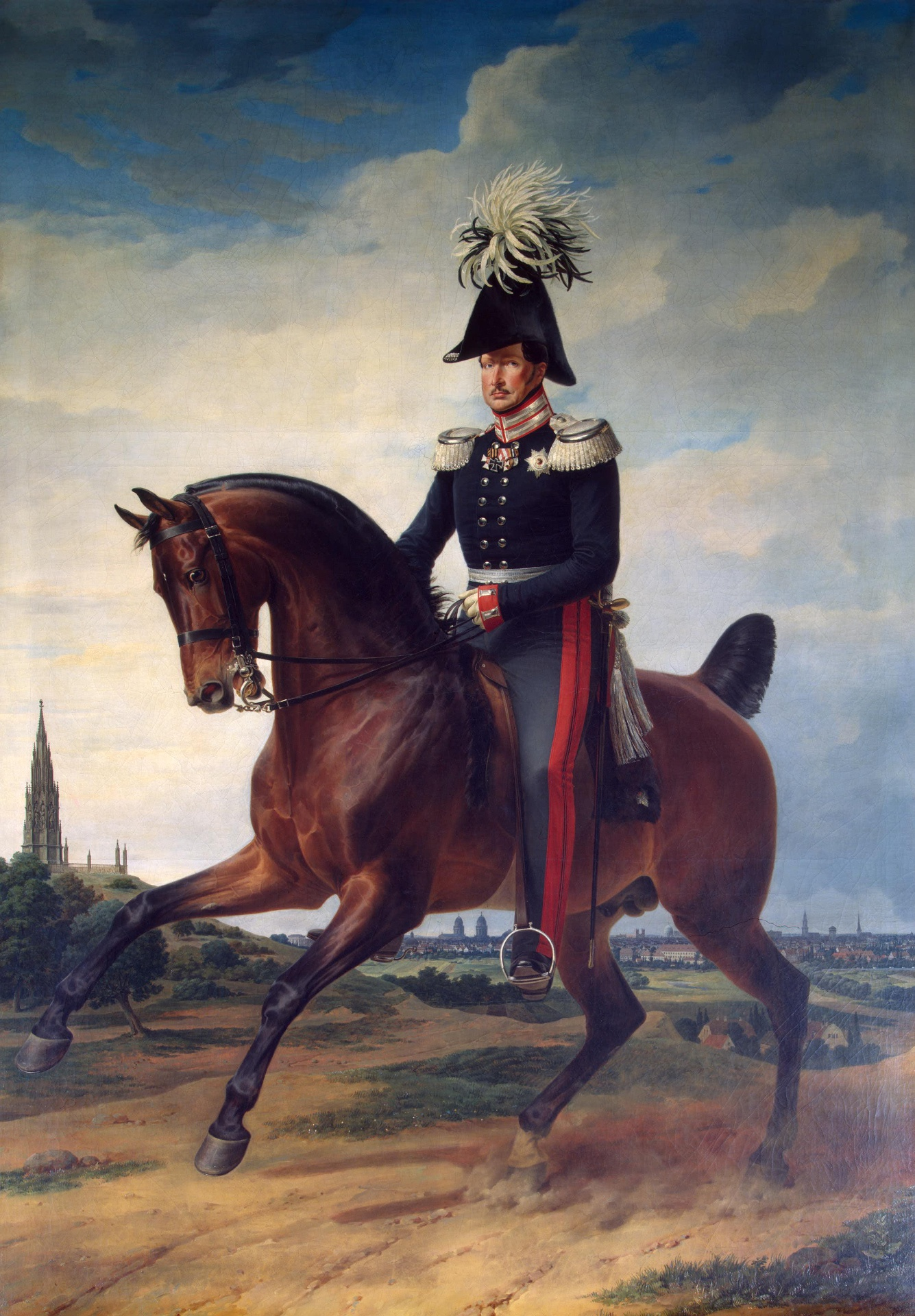
Портрет из Военной галереи Зимнего дворца

В 1807—1812 гг. Фридрих Вильгельм III по инициативе и с помощью министра барона фон Штейна, генерала Г. Шарнхорста, генерал-фельдмаршала Гнейзенау и графа Гарденберга провёл целый ряд административных, социальных, аграрных и военных реформ.

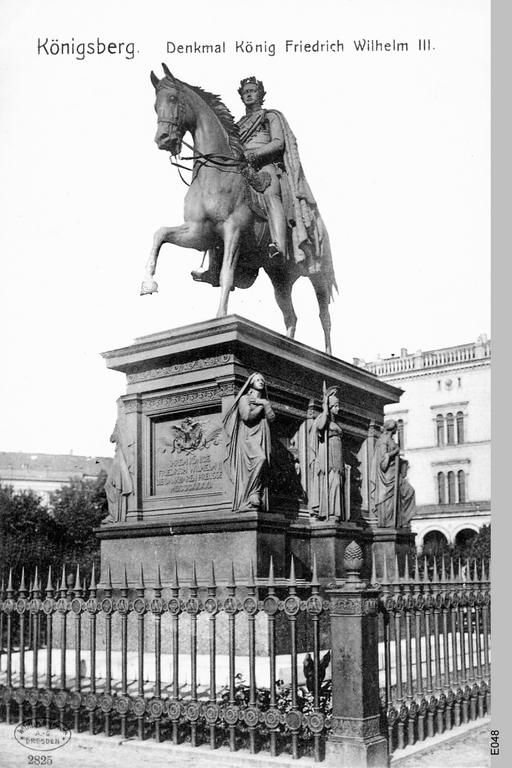
Конный памятник Фридриху Вильгельму III перед новым зданием Кёнигсбергского университета, 1851, переплавлен в 1950-х годах

В 1812 году перед вторжением в Россию Наполеон заставил Австрию и Пруссию подписать с ним договоры, согласно которым эти страны выставляли свои войска в помощь французской армии. В прусской армии при содействии Гнейзенау, Штейна и других патриотически настроенных офицеров был образован русско-немецкий легион (в ноябре 1812 года насчитывал 8 тысяч человек), воевавший против французов. В марте 1813 года Фридрих Вильгельм III выступил с воззванием к народу, призвав его к освободительной войне с французскими оккупантами.
В 1814 году вместе с союзниками по антинаполеоновской коалиции прусская армия вошла в Париж. Фридрих Вильгельм III принимал участие в Венском конгрессе 1814—1815 гг. по решению которого ему были возвращены Рейнская Пруссия, Вестфалия, Познань и часть Саксонии (отторгнутая от королевства Саксония). В то же время Пруссия отказалась в пользу России от Герцогства Варшавского.
Фридрих Вильгельм III выступил одним из организаторов и вдохновителей Священного союза, направленного на сохранение абсолютных монархий в Европе.
Во время войны Фридрих Вильгельм обещал народу конституцию и представительное правление. После войны под влиянием Меттерниха он отказался от выполнения своих обязательств. В итоге Пруссия вместе с Австрией вплоть до 1848 года оставалась центром политической реакции.
Инициатор Прусской унии (1817) — попытки насильственного объединения лютеран и кальвинистов Пруссии.

## Награды
- Орден Чёрного орла (королевство Пруссия)
- Орден Красного орла (королевство Пруссия)
- Орден «Pour le Mérite» (королевство Пруссия)
- Железный крест 2-го класса (королевство Пруссия)
- Орден Золотого руна (Австрия)
- Военный орден Марии Терезии, рыцарский крест (Австрия)
- Королевский венгерский орден Святого Стефана, большой крест (Австрия)
- Орден Святого Губерта (Королевство Бавария)
- Орден Верности, большой крест (Великое герцогство Баден)
- Орден Церингенского льва (Великое герцогство Баден)
- Орден Подвязки (Великобритания)
- Орден Вюртембергской короны, большой крест (Королевство Вюртемберг)
- Орден Людвига (Великое герцогство Гессен)
- Орден Слона (1814, Дания)
- Орден Святого Януария (Королевство Обеих Сицилий)
- Военный орден Вильгельма, большой крест (Нидерланды)
- Тройной орден (1825, Португалия)
- Орден Святого апостола Андрея Первозванного (15.09.1801, Российская империя)
- Орден Святого Александра Невского (29.01.1780, Российская империя)
- Орден Саксен-Эрнестинского дома, большой крест (Герцогства Саксен-Альтенбург, Саксен-Кобург-Гота, Саксен-Мейнинген)
- Орден Белого сокола, большой крест (Великое герцогство Саксен-Веймар-Эйзенах)
- Орден Рутовой короны (Королевство Саксония)
- Орден Почётного легиона, большой крест (23.03.1805, Франция)
- Орден Святого Духа (Франция)
- Орден Серафимов (23.12.1797, Швеция)

## Киновоплощения
- «Ватерлоо[нем.]» (Германия, 1929) — актёр Чарльз Вилли Кайзер[нем.]
- «Кольберг» (Германия, 1945) — актёр Клаус Клаузен
- «Королева Луиза» / Königin Luise (1957). В роли Дитер Борше / Dieter Borsche